# Caterpillar Burnie International 2020
Das Caterpillar Burnie International 2020 war ein Tennisturnier des ITF Women’s World Tennis Tour 2020 für Damen und ein Tennisturnier der ATP Challenger Tour 2020 für Herren in Burnie. Beide Turniere fanden zeitgleich vom 27. Januar bis 2. Februar 2020 statt.